# Wormwood (film)
Wormwood è un film muto del 1915 diretto da Marshall Farnum. La sceneggiatura di Garfield Thompson si basa su Wormwood: A Drama of Paris, romanzo di Marie Corelli pubblicato a Londra nel 1890. Prodotto e distribuito dalla Fox Film Corporation, il film aveva come interpreti John St. Polis, Ethel Kauffman, Charles Arthur, Edgar L. Davenport.

## Trama
Indotto dalla propria famiglia, Gaston Beauvais è spinto a fidanzarsi con Pauline DeChamilles che, invece, è innamorata di Silvion Guidel, il suo miglior amico. La giovane, poco prima delle nozze, confessa i suoi veri sentimenti al promesso sposo che, benché ferito, la rassicura dicendole che la sposerà comunque. In cerca di consolazione, Gaston comincia a bere, dandosi all'assenzio, tanto che, quando giunge all'altare, delira in preda alle allucinazioni prodotte dal liquore, denunciando Pauline che, respinta anche da suo padre, si perde nelle strade di Parigi.
Ormai in preda al vizio, Gaston non sa più rinunciare all'assenzio diventandone completamente dipendente. Qualche mese più tardi, incontra su un ponte di Parigi il suo rivale: si batte con Silvion che uccide, buttandone poi il cadavere nella Senna. Quando si vanta della sua azione con Pauline, lei, disperata, si suicida. Folle di dolore, sprofondato sempre di più nella droga, Gaston alla fine muore.

## Produzione
Il film - prodotto dalla Fox Film Corporation - fu girato nei Pathé Studios, mentre le riprese in esterno furono girate in Louisiana, a New Orleans.

## Distribuzione
Distribuito dalla Fox Film Corporation, il film uscì nelle sale cinematografiche statunitensi nel giugno 1915. Il copyright del film, richiesto da William Fox, fu registrato il 3 giugno 1915 con il numero LP5971.
Non si conoscono copie ancora esistenti della pellicola che viene considerata presumibilmente perduta.